# Полиция Польши
Полиция Польши (пол. Policja) — составная часть системы Министерства внутренних дел Польши.
Полиция предназначена для защиты жизни, здоровья, прав и свободы граждан Польши, иностранных граждан, лиц без гражданства; для противодействия преступности, охраны общественного порядка, собственности и для обеспечения общественной безопасности.

## История

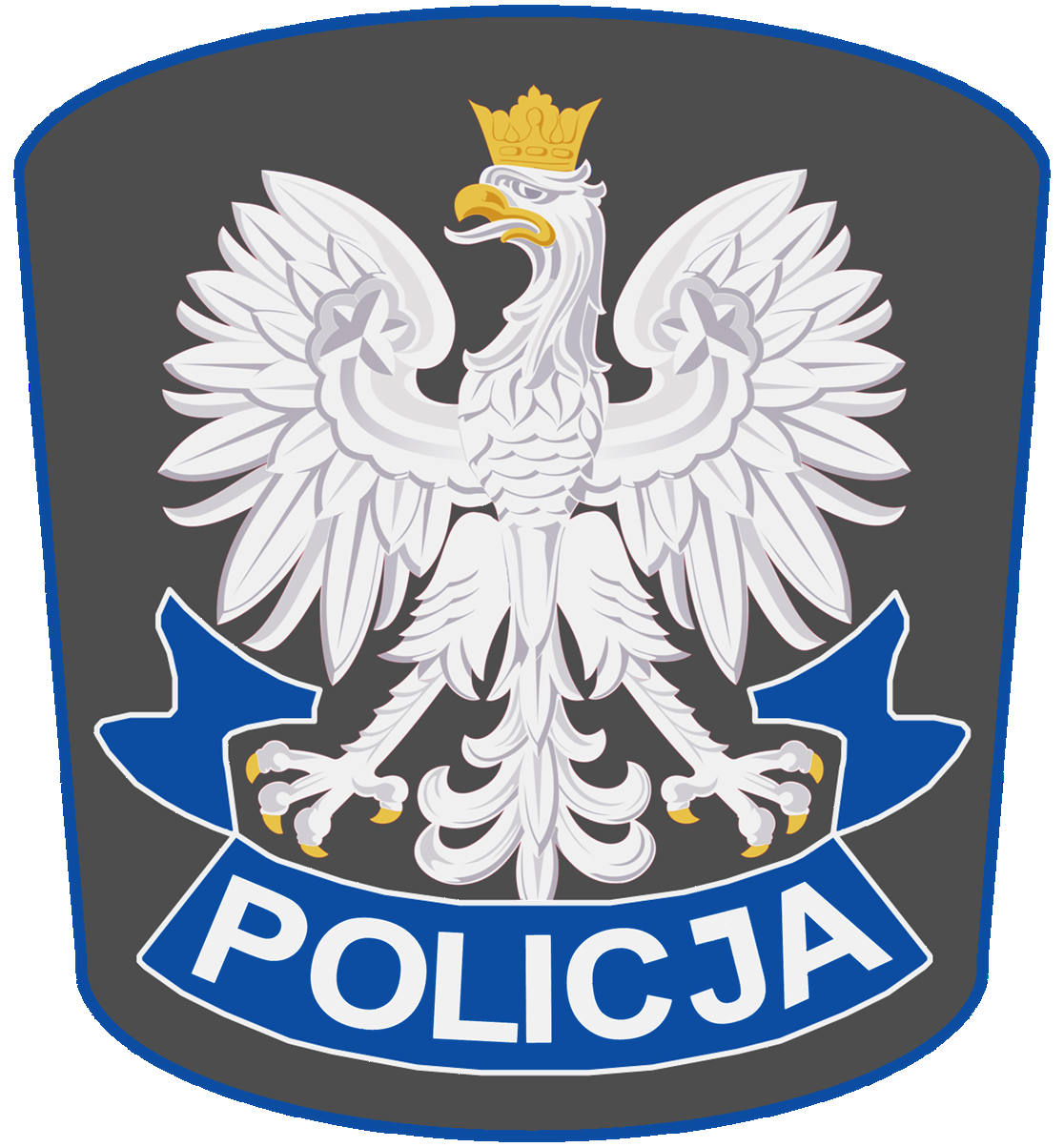
Эмблема полиции Польши на основе герба Польши

В 1919 году, с восстановлением государственной независимости Польской Республики, в ней была установлена централизованная форма правления. В подчинении нового правительства были сформированы новые национальные полицейские силы; это Польская Государственная полиция, существовавшая в качестве основного правоохранительного органа для всей нации вплоть до начала Второй мировой войны в 1939 году. Во время межвоенного периода ряд ключевых функций правоохранительной деятельности были делегированы другим структурам, например, пограничникам.
С окончанием Второй мировой войны новое коммунистическое правительство решило радикально изменить структуру полиции в Польше. Правоохранительный орган «Policja» был переименован в пол. Milicja Obywatelska (MO, гражданская милиция), название, которое должно было отражать изменение роли полиции в обществе.
После падения коммунистического режима в Польше, в 1991 году, правоохранительная система была вновь реформирована, на этот раз возродив довоенное название «Policja» и, хотя и с некоторыми незначительными изменениями, общую систему правоохранительных органов.
Некоторые музыканты, граффитисты и хулиганы, недовольные польской полицией, используют в её отношении вульгаризмы HWDP и JP.

## Руководство

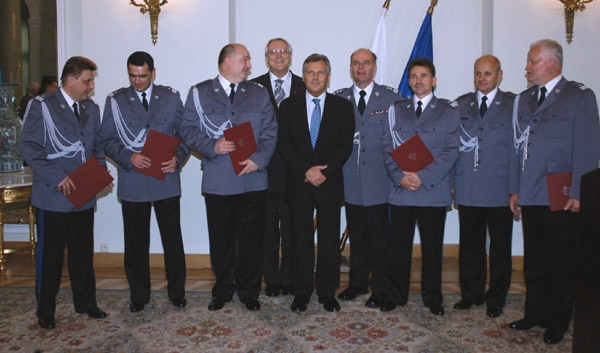
Присвоение генеральских званий президентом Александром Квасьневским в Президентском дворце 8 июля 2005 года

Руководящий орган — Главная комендатура полиции, руководитель — главный комендант полиции. После образования Третьей Польской Республики (после окончания единовластия коммунистов) должности главного коменданта полиции занимали следующие лица:
| Имя                       | Звание                        | Начало работы   | Окончание работы    |
| ------------------------- | ----------------------------- | --------------- | ------------------- |
| Лешек Лямпарский          | Надинспектор                  | 20 мая 1990     | 18 июня 1991        |
| Роман Хуля                | Подинспектор                  | 17 июля 1991    | 14 января 1992      |
| Зенон Смолярек            | Надинспектор                  | 25 февраля 1992 | 8 февраля 1995      |
| Ежи Станьчик              | Надинспектор                  | 7 марта 1995    | 3 января 1997       |
| Марек Папала              | Надинспектор                  | 3 января 1997   | 29 января 1998      |
| Ян Михна                  | Генеральный инспектор         | 29 января 1998  | 25 октября 2001     |
| Антоний Ковальчик         | Генеральный инспектор         | 27 октября 2001 | 29 октября 2003     |
| Лешек Шредер              | Генеральный инспектор         | 29 октября 2003 | 3 ноября 2005       |
| Марек Беньковский         |                               | 3 ноября 2005   | 12 февраля 2007     |
| Конрад Корнатовский       |                               | 12 февраля 2007 | 8 августа 2007      |
| Тадеуш Будзик             | Надинспектор                  | 13 августа 2007 | 6 марта 2008        |
| Анджей Матеюк             | Генеральный инспектор         | 6 марта 2008    | 9 января 2012       |
| Марек Дзялошиньский       | Генеральный инспектор         | 10 января 2012  | 11 февраля 2015     |
| Кшиштоф Гаевский          | Генеральный инспектор         | 12 февраля 2015 | 10 декабря 2015     |
| Збигнев Май               | Инспектор                     | 11 декабря 2015 | 11 февраля 2016     |
| Анджей Шимчик (и. о.)     | Младший инспектор             | 11 февраля 2016 | 12 апреля 2016      |
| Ярослав Шимчик            | Генеральный инспектор полиции | 13 апреля 2016  | 7 декабря 2023 года |
| Дариуш Аугустыняк (и. о.) | Надинспектор                  | 7 декабря 2023  | 22 декабря 2023     |
| Марек Боронь (и. о.)      | Надинспектор                  | 22 декабря 2023 |                     |

## Экипировка
К интересной особенности польской полиции можно отнести то, что, начиная с 2009 года, схема окраски меняется на серебристый дизайн кузова с синей светоотражающей полосой, как у современных немецких полицейских машин.
| Тип                                          | Производство                                                                                                 | Количество |
| -------------------------------------------- | --- | ---------- |
| Kia (Cee’d, Venga)                           | Словакия | 5 732      |
| Opel (Astra, Vectra, Corsa, Insignia, Mokka) | Германия | 2 785      |
| Fiat (Stilo, Bravo, Palio)                   | Италия Бразилия                                                                                              | 1 044      |
| Skoda (Octavia, Fabia, Superb, Rapid)        | Флаг Чехии · Флаг Китайской Народной Республики · Флаг России · Флаг Украины · Флаг Казахстана · Флаг Алжира | 968        |
| Hyundai (i30, i20, Elantra)                  | Флаг Республики Корея · Флаг Индии · Флаг Чехии · Флаг Турции · Флаг Китайской Народной Республики           | 589        |

## Спецподразделения
- Бюро антитеррористических операций[пол.] (BOA)